# Jason Nicolle
Pour les articles homonymes, voir Nicolle.
Jason Nicolle, né le 4 novembre 1965 à Londres, est un joueur professionnel de squash représentant l'Angleterre. Il atteint la 15e place mondiale en juillet 1994, son meilleur classement. Il est finaliste des championnats d'Europe en 1992.

## Palmarès

### Titres
- Championnats d'Europe par équipes : 3 titres (1988, 1991, 1994)

### Finales
- Championnats du monde par équipes : 1991
- Championnats d'Europe : 1992